# Mitchell Froom
Mitchell Froom, né le 29 juin 1953, est un musicien et producteur américain. Il a été membre des groupes Gamma et Latin Playboys, et est actuellement le clavier du groupe Crowded House. Il a produit des albums pour de nombreux artistes, dont Bob Dylan, Richard Thompson, Los Lobos, Suzanne Vega, et Vonda Shepard. En tant que musicien, il a réalisé deux albums solo :  Dopamine (1998) et A Thousand Days (2005).

## Distinctions
Mitchell Froom a été nommé à de nombreuses reprises, en particulier pour le Grammy du meilleur enregistrement pour La Bamba de Los Lobos en 1988, et en tant que producteur de l'année en 1992 pour Kiko de Los Lobos et 99.9F° de Suzanne Vega, ainsi qu'en 1999 pour Tomorrow Never Dies avec Sheryl Crow. Il a également été jury des Independent Music Awards.

## Vie privée
Il a été marié avec Suzanne Vega avec qui il a eu une fille, Ruby, et avec Vonda Shepard avec qui il a eu un fils en 2006.

## Discographie

### Solo
- 1998 : Dopamine
- 2005 :  A Thousand Days

### En tant que producteur ou musicien
Avec Crowded House:
- Crowded House (Capitol Records, 1986)
- Temple of Low Men (Capitol Records, 1988)
- Woodface (Capitol Records, 1991)
- Dreamers Are Waiting (BMG/EMI, 2021)

Avec Vonda Shepard:
- The Radical Light (Reprise Records, 1992)
- By 7:30 (Jacket Records, 1999)
- Chinatown (Edel Records, 2002)
- From the Sun (Redeye Distribution, 2008)

Avec Bob Dylan:
- Down in the Groove (Columbia Records, 1988)

Avec Bonnie Raitt:
- Longing in Their Hearts (Capitol Records, 1994)
- Fundamental (Capitol Records, 1998)
- Silver Lining (Capitol Records, 2002)
- Souls Alike (Capitol Records, 2005)

Avec Daniel Powter:
- Daniel Powter (Warner Bros. Records, 2005)

Avec Rita Coolidge:
- Inside the Fire (A&M Records, 1984)

Avec Rufus Wainwright:
- Unfollow the Rules (BMG, 2020)

Avec Indigo Girls:
- Poseidon and the Bitter Bug (Vanguard Records, 2009)

Avec Susanna Hoffs:
- Someday (Baroque Folk, 2012)

Avec Tasmin Archer:
- Bloom (EMI, 1996)

Avec Randy Newman:
- Bad Love (Dreamworks Records, 1999)
- Harps and Angels (Nonesuch Records, 2008)
- Dark Matter (Nonesuch Records, 2017)

Avec Maria McKee:
- Maria McKee (Geffen, 1989)

Avec Tracy Chapman:
- Where You Live (Elektra Records, 2005)

Avec Marshall Crenshaw
- Downtown (Warner Bros. Records, 1985)

Avec Roy Orbison:
- Mystery Girl (Virgin Records, 1989)

Avec Eddie Money:
- Where's the Party? (Columbia Records, 1983)

Avec Elvis Costello
- Brutal Youth (Warner Bros., 1994)[9]

Avec Sheryl Crow:
- Sheryl Crow (A&M Records, 1996)
- The Globe Sessions (A&M Records, 1998)

Avec Suzanne Vega:
- 99.9F° (1992)

Avec Neil Finn:
- Try Whistling This (Parlophone Records, 1998)
- One Nil (Parlophone Records, 2001

Avec Tracy Bonham:
- Down Here (Island Records, 2000)
- Blink the Brightest (Zoe Records, 2005)

Avec The Corrs
- Home (2005)

Avec Tim Finn:
- Tim Finn (Capitol Records, 1989)

Avec Finn Brothers:
- Everyone is Here (Nettwerk/Parlophone Records, 2004)

Avec Paul McCartney:
- Flowers in the Dirt (Parlophone Records, 1989)

Avec Peter Gabriel:
- Up (Geffen, 2002)